# 살몬 (성경 인물)

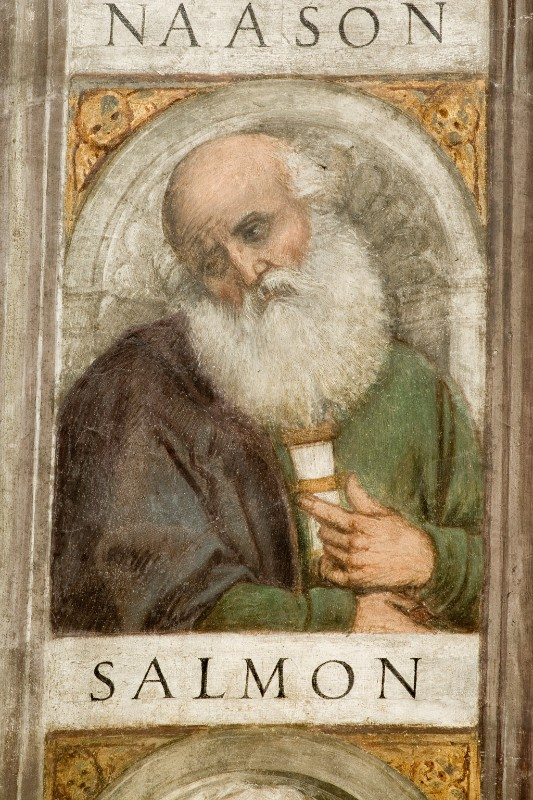

살몬(히브리어: שַׂלְמוֹן Śalmōn) 또는 살마(שַׂלְמָה Śalmā, 그리스어: Σαλμών)는 히브리어 성경(구약)과 신약의 족보에 언급된 사람이다.
나손의 아들이었고 마태복음 1:5의 "라합"(여리고의 라합일 가능성이 있음)과 결혼했으며 보아스(또는 부스)가 그들의 아들이었다. 따라서 성경의 족보에 따르면 살몬은 다윗의 부계 증조부이다. 살몬은 역대상(대상 2:10-11), 룻기(룻기 4:20,21), 마태복음 1:4-5, 누가복음 3:32에 언급되어 있다. 나손은 "이스라엘 자손의 온 회중의 인구 조사"를 수행했으며 이집트에서 탈출하는 동안 모세와 함께 있던, 약속의 땅에 들어간 이스라엘 지도자 중 한 명이었다.
라합과 살몬의 결혼은 여리고를 정탐하기 위해 파견된 여호수아의 사자들이 숨은 이야기에 언급되어 있지 않지만, 그녀의 역할에 대한 이야기는 "그녀가 오늘날까지 이스라엘에 거주하고 있다"고 결론을 내린다.